# Mary Fields
Mary Fields   (comtat de Hickman, c. 1832 - Great Falls, 5 de desembre de 1914), també coneguda com Stagecoach Mary i Black Mary (Mary de la Diligència i la Negra Mary, en català), va ser una cartera estatunidenca que va ser la primera negra que va ser emprada com a cartera en una ruta estrella al país.
Fields va obtenir el contracte de la ruta entre Cascade (Montana) i la Missió de Saint Peter durant dos quadriennis consecutius, del 1895 al 1903.

## Biografia

### Primers anys de vida i arribada a Cascade
Fields va néixer en condicions d'esclavitud al comtat de Hickman, Tennessee, c. 1832. Quan va acabar la Guerra Civil, es va emancipar i va trobar feina com a cambrera a bord del Robert E. Lee, un vaixell de vapor del riu Mississipí. Allà va conèixer el jutge Edmund Dunne i va passar a servir a la casa del magistrat, com a criada. Després de la mort de l'esposa de Dunne, el jutge va enviar els seus cinc fills, acompanyats de Fields, a viure amb la seva germana, Mary Amadeus, a Toledo (Ohio), on era Mare Superiora d'un convent d'Ursulines.

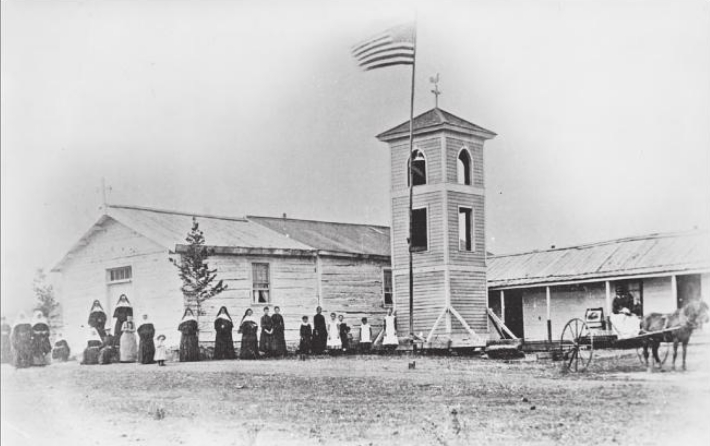
La Missió de St. Peter. Mary Fields es troba al marge dret, dalt d'un carro.

El 1884, la mare Amadeus va ser destinada al territori de Montana per establir una escola per a noies natives americanes a la Missió de St. Peter, a l'oest de Cascade. En assabentar-se que Amadeus havia contret pneumònia, Fields va traslladar-se a Montana per cuidar-la. La monja va poder recuperar-se i Fields va quedar-s'hi. Allà va assumir múltiples funcions considerades com a "treball d'homes", com ara manteniment, gestió de subministraments, jardineria, transport de mercaderies i reparació d'edificis, i finalment es va convertir en la capatassa.
Els nadius americans anomenaven Fields "Corb blanc", perquè "actua com una persona blanca però té la pell negra". La vida en el convent era plàcida, però el tracte massa afectuós de Fields i l'ús de llenguatge groller, incomodava a la comunitat religiosa. L'any 1894, després de diverses queixes i un incident amb un subordinat —que va acabar a trets— el bisbe va prohibir-li l'accés al convent. Fields va mudar-se a Cascade, on obriria una taverna que va fallir 10 mesos després, doncs permetia que els pobres hi sopessin gratis.

### Servei de correus
L'any 1895, amb vora seixanta anys, Fields va aconseguir una feina com a cartera de ruta estrella. Emprava una diligència per lliurar el correu, degut al clima implacable i al terreny rocós de Montana. Això la va convertir en la primera dona afroamericana que va treballar per al servei postal dels Estats Units. Fidel al seu tarannà intrèpid, duia diverses armes de foc, sobretot una pistola Smith & Wesson del calibre 38 sota el davantal per defensar-se i protegir el correu de llops i bandolers. Va operar la ruta ininterrompudament durant 8 anys, sense dependre de la meteorologia: si la neu era massa profunda per als cavalls —i la seva mula, Moses—, Fields lliurava el correu equipada amb raquetes de neu i carregant els sacs a les espatlles.
Mary Fields no era una funcionària del Departament de Correus dels Estats Units, doncs l'ens no contractava carters per a les rutes estrella, sinó que licitava sota concurs les rutes. Les rutes estrella es trobaven allunyades de les rutes ordinàries del servei postal i s'operaven pel sistema de contracta de serveis. Les rutes es cedien per un període limitat i s'assignaven per mitjà de concurs públic al millor postor. Els contractistes, un cop guanyaven el concurs, podien operar la ruta directament o subcontractar-la.

### Vida posterior
La cartera va esdevenir una figura pública respectada a Cascade, i la ciutat la va homenatjar decretant un dia no lectiu a les escoles per celebrar el seu aniversari. Quan l'estat de Montana va aprovar una llei que prohibia a les dones entrar als bars, l'alcalde de Cascade va concedir-li una exempció. El 1903, amb 71 anys, Fields va deixar d'operar la ruta de correu i va muntar un negoci de bugaderia des de casa seva. L'adoració de la gent per Fields va fer-se evident quan, el 1912, voluntaris del municipi van reconstruir la seva casa després de cremar en un incendi.
Fields va morir el 1914 a l'Hospital Columbus de Great Falls. El seu funeral va ser un dels més grans que la ciutat ha vist mai.

## Representacions en la cultura popular

### Pel·lícules
- Al documental South by Northwest, "Homesteaders" (1976), Fields fou interpretada per Esther Rolle.[10]
- Al telefilm The Cherokee Kid (1996), Fields fou interpretada per Dawnn Lewis.
- Al telefilm Hannah's Law (2012), fou interpretada per Kimberly Elise.
- Al curtmetratge They Die By Dawn (2013), Fields fou interpretada per Erykah Badu.
- A la pel·lícula The Harder They Fall (2021), fou interpretada per Zazie Beetz.
- A la pel·lícula Outlaw Posse (2024), fou interpretada per Whoopi Goldberg.

### Televisió
- A la sèrie d'AMC, Hell On Wheels (2011-2016), Fields fou interpretada per Amber Chardae Robinson, en un personatge que apareix en cinc episodis durant la 5a temporada.

### Música
- Fields és el tema de la cançó "Stagecoach Mary" de Michael Hearst (2015).[11]